# بخش کارتاژ (شهرستان آتن، اوهایو)
بخش کارتاژ (به انگلیسی: Carthage Township) یک منطقهٔ مسکونی در ایالات متحده آمریکا است که در شهرستان آتن، اوهایو واقع شده‌است.
 بخش کارتاژ ۱۰۰٫۰ کیلومتر مربع مساحت و ۱٬۵۳۲ نفر جمعیت دارد و ۲۶۲ متر بالاتر از سطح دریا واقع شده‌است.